# Eltra
Eltra var ett bolag som ägde stamnätet i Danmark väster om Stora Bält och var systemansvarig där. Det ägdes av 44 distributionsföretag där. 2005 gick det upp i Energinet.